# Käthe Dorsch
Käthe Dorsch, pseudonimo di Katharina Dorsch (Neumarkt in der Oberpfalz, 29 dicembre 1890 – Vienna, 25 dicembre 1957), è stata un'attrice tedesca.

## Biografia

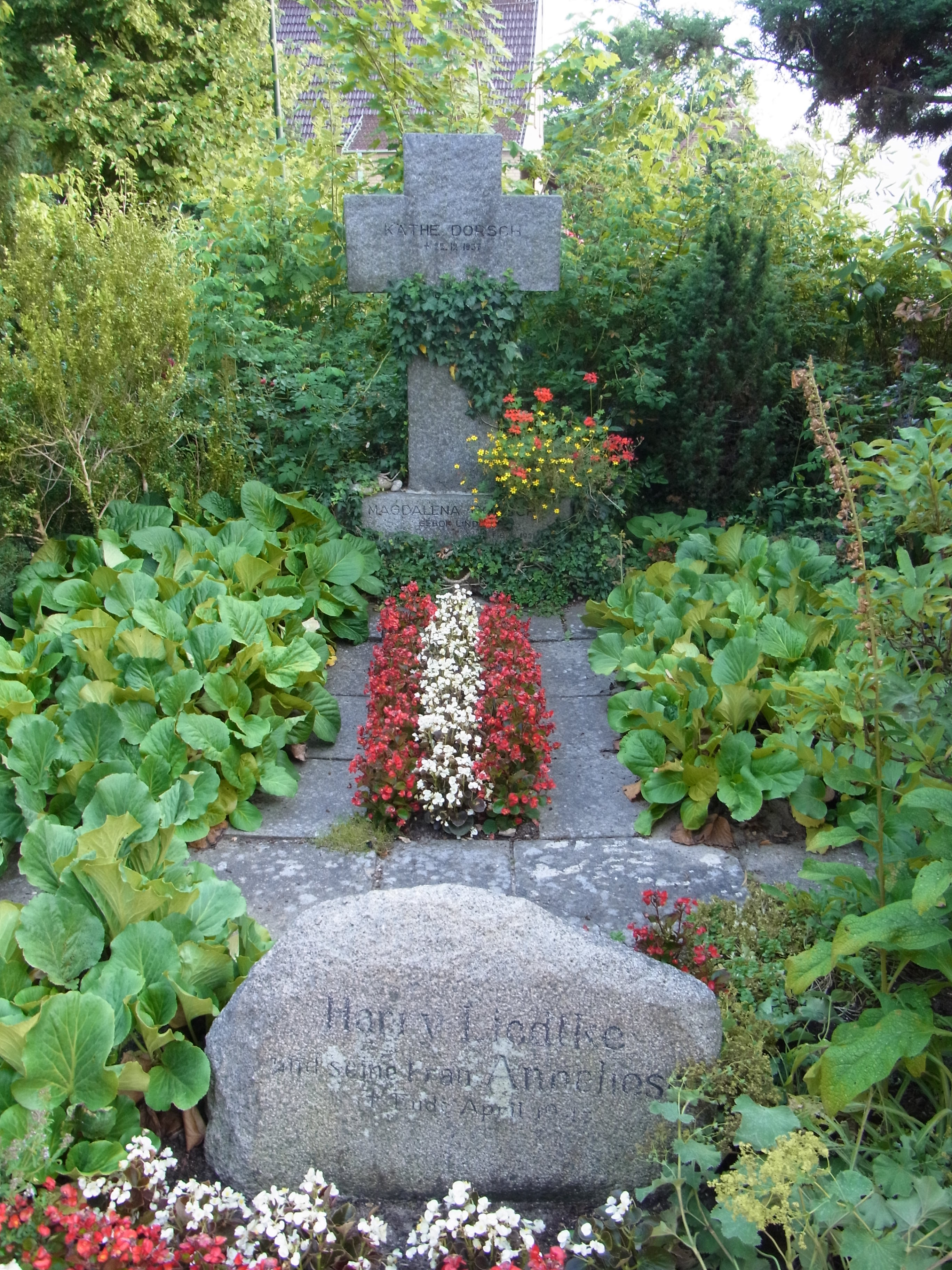
La tomba di Käthe Dorsch in Bad Saarow

Käthe Dorsch iniziò la sua carriera sul palcoscenico recitando nell'operetta con buon successo, dopo di che passò al teatro di prosa, affermandosi a Berlino nel biennio 1919-1920.
A Barlino ottenne consensi e successo nelle opere di Henrik Ibsen, Gerhart Hauptmann, Arthur Schnitzler, George Bernard Shaw, Eugene O'Neill e, nel teatro classico, di Friedrich Schiller e Gotthold Ephraim Lessing.
Si distinse nell'Infanticida di Heinrich Leopold Wagner, nella Fiamma di H.Müller, ecc.
Negli anni successivi, divenuta sempre più padrona delle sue già buone qualità di interprete, si mise in evidenza in tutti i registri, dal fortemente drammatico allo svagato e al brillante, impersonando le eroine dei più grandi scrittori contemporanei, tra i quali si può menzionare Eduardo De Filippo con la sua Filumena Marturano.
Dal 1933 si trasferì al Burgtheater di Vienna, dove ebbe grande successo come Signora Alving negli Spettri di Ibsen.
Tra i suoi film più riusciti si ricordano L'amore più forte (Mutterliebe) (1939) e i I commedianti (Komödianten) (1941).

## Filmografia
- L'anello tragico Savoy Hotel 217, diretto da Gustav Ucicky (1936);
- Eine Frau ohne Bedeutung, diretto da Hans Steinhoff
- Yvette, diretto da Wolfgang Liebeneiner (1938);
- L'amore più forte (Mutterliebe) (1939);
- I commedianti (Komödianten), diretto da Georg Wilhelm Pabst (1941).